# Жузеп Пуч-і-Кадафалк
Жузеп Пуч-і-Кадафалк (17 жовтня 1867, Матаро — 23 грудня 1956, Барселона) — каталонський та іспанський архітектор, один з найважливіших каталонського модернізму.

## Життєпис
Жузеп Пуч-і-Кадафалк вивчав архітектуру і точні науки в Барселоні, коли він закінчив навчання, то повернулися в Матаро, де він вступив на посаду міського архітектора у віці лише 24 років. Він залишався на цій посаді протягом п'яти років, за час яких він також побудував свої перші будівлі в Матаро.
Пізніше Пуч-і-Кадафалк був призначений професором у Школі архітектури Барселони, у галузі гідравліки і опору матеріалів. У 1917 році він зайняв пост президента Каталонської співдружності, де він розробив амбітний план освіти і культури й ініціював археологічні розкопки в Емпоріоні. Крім того, за час його головування були побудовані нові дороги, також розвивалося сільське господарство. У 1923 році він був звільнений і замінений Альфонсом Сала.
Пуч-і-Кадафалк був учнем Луїса Доменека-і-Монтанера, і вважається останнім представником модернізму і першим представником новесентизма. На думку деяких експертів, його робота може бути розділена на три періоди:

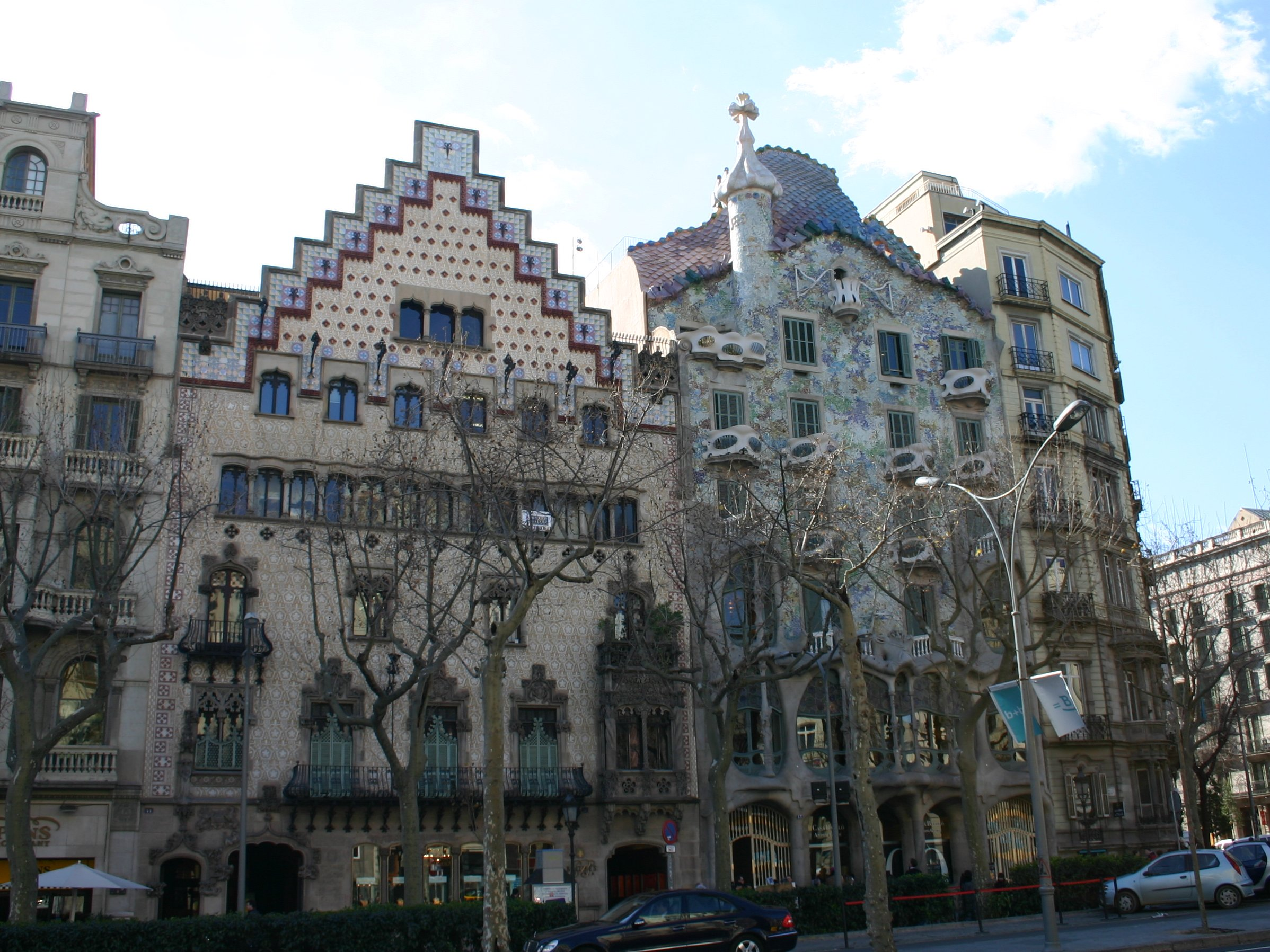
На «острівці незгоди» на Проїзді Грасія знаходиться Будинок Амальє Жузепа Пуч-і-Кадафалка, праворуч — Будинок Бальо Антоніо Гауді.

- Перший період модерністський. Архітектор використовував як модель котедж каталонської аристократії, до якого додаються скандинавські елементи. До цього періоду відноситься будівлі, як Будинок Амальє, Будинок Марті і, особливо, в Casa de les Punxes або Casa de les Punxes. Всі ці роботи були зроблені між 1895 і 1905 рр.
- Другий період може бути визначений як раціональний ідеалізм, архітектурний напрямок на основі смаків нового дворянства. Будинки спроектовані, виходячи з раціонального і практичного підходу. Представниками цього періоду є Casa Trinxet, Casa Muntades і la Casa Company.
- Третій період монументалістичний, і проходить паралельно з підготовкою та проведенням Всесвітньої виставки в Барселоні (1929), головним архітектором якої був Пуч-і-Кадафалк. У цьому творчому етапі будівлі були натхненні римською архітектурою, яка, втім, поєднувалася з типовими елементами з Валенсії і Андалусії. Стіни жовтого кольору, а також численні стовпці як структурні елементи створюють стиль необароко.

Пуч-і-Кадафалк проявляв великий інтерес до американської архітектури, і навіть спроектував будівлю, Casa Pich, натхненний роботою американського архітектора Луїса Саллівана. Крім роботи архітектором, він зробив важливу роботу як мистецтвознавець і фахівець, написав кілька нарисів про романську і готичну архітектуру в Каталонії, а також був автором численних книг. Під час громадянської війни в Іспанії він був в екзилі в Парижі й читав лекції з історії та архітектурі в багатьох університетах, що принесло йому міжнародне визнання. Пуч-і-Кадафалк отримав звання почесного доктора декількох університетів, включаючи Паризький. Повернувшись до Іспанії, він виявив, що новий політичний режим не дозволяв йому працювати як архітектору, він міг тільки реабілітувати і відновлювати історичні будівлі й пам'ятники. У 1942 році він був призначений президентом Інституту каталонських досліджень, яким він залишався до своєї смерті. Він помер у своєму будинку в Барселоні у віці 89 років.

## Головні твори
В Барселоні:
- Casa Martí (1896)
- Будинок Амальє (1898—1900)
- Casa Macaya (1901)
- Casa Muntadas (1901)
- Casa Serra (1903)
- Palau del Baró de Quadras (1904—1906)
- Casa de les Punxes або Casa Terradas (1905)
- Casa Pere Company (1911)
- Fàbrica Casaramona (1911)
- Casa Muley Afid (1914)
- Le Quattro Colonne (1919)
- Casa Pich i Pon (1921)

В інших містах:
- Casa Garí, Аржентона
- Casa Puig i Cadafalch, Аржентона
- Casa Coll i Regàs, Матаро
- Casa Parera, Матаро
- Casa Sisternes, Матаро
- Església de Sant Esteve, Андорра-ла-Велья
- Cantine Codorníu, Сан-Садурні-д'Анойа